# 松阪市立米ノ庄小学校
松阪市立米ノ庄小学校（まつさかしりつ よねのしょうしょうがっこう）は三重県松阪市の市立小学校。

## 概要
2026年度をもって松阪市立松ヶ崎小学校と統合され松阪市立よねのしょう小学校が開校予定。

## 校区
市場庄町、中ノ庄町、久米町、上ノ庄町

## 児童数
2018年5月1日現在の児童数は171人。